# Matthew Burke
Matthew Peter Burke (Gosford, 15 settembre 1964) è un ex rugbista australiano, internazionale per l'Australia di rugby a 15 e poi professionista nel rugby a 13.

## Biografia
Esordì in Nazionale australiana (rugby a 15) a Twickenham contro l'Inghilterra, nel corso del tour del 1984 in cui gli Wallabies si aggiudicarono il loro primo Grande Slam nel Regno Unito.
Tre anni più tardi fu presente alla Coppa del Mondo di rugby 1987 con cinque incontri, e terminò la sua carriera internazionale a fine anno contro l'Argentina a Buenos Aires; nel 1988 passò dal rugby a 15 al 13 divenendo professionista nei Manly Warringah Sea Eagle, per poi passare agli Eastern Suburbs (oggi Sydney Roosters); terminò la carriera nei Balmain Tigers.